# Nordische Junioren-Skiweltmeisterschaften 2026
Die 49. Nordischen Junioren-Skiweltmeisterschaften und die in diesem Rahmen ausgetragenen 21. U23-Langlauf-Weltmeisterschaften sollen 2026 in Trondheim stattfinden. Trondheim richtete bereits die Juniorenweltmeisterschaften 1984 sowie die Nordischen Skiweltmeisterschaften 1997 und 2025 aus.